# Dorfkirche Klockow (Galenbeck)

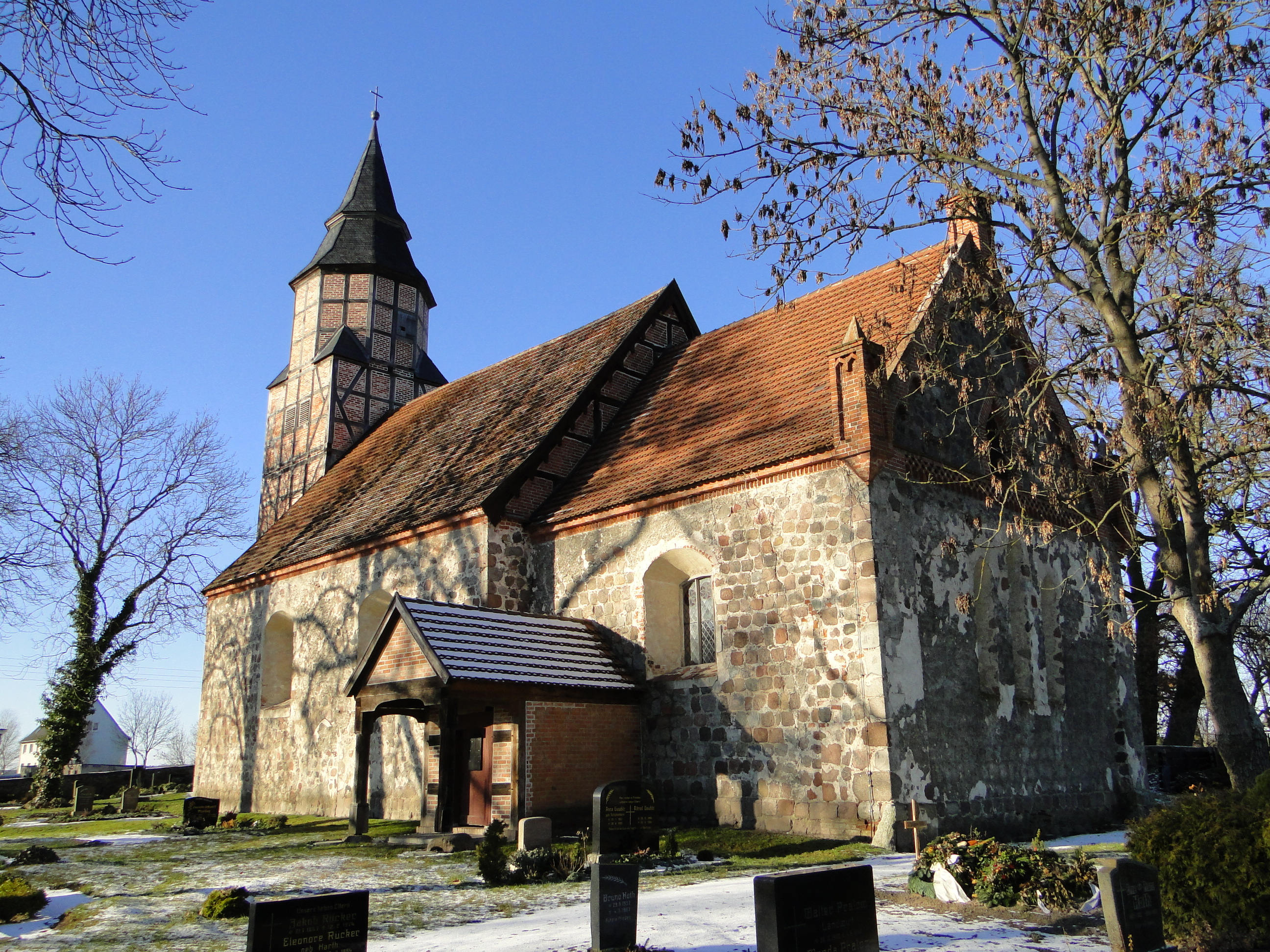
Dorfkirche Klockow

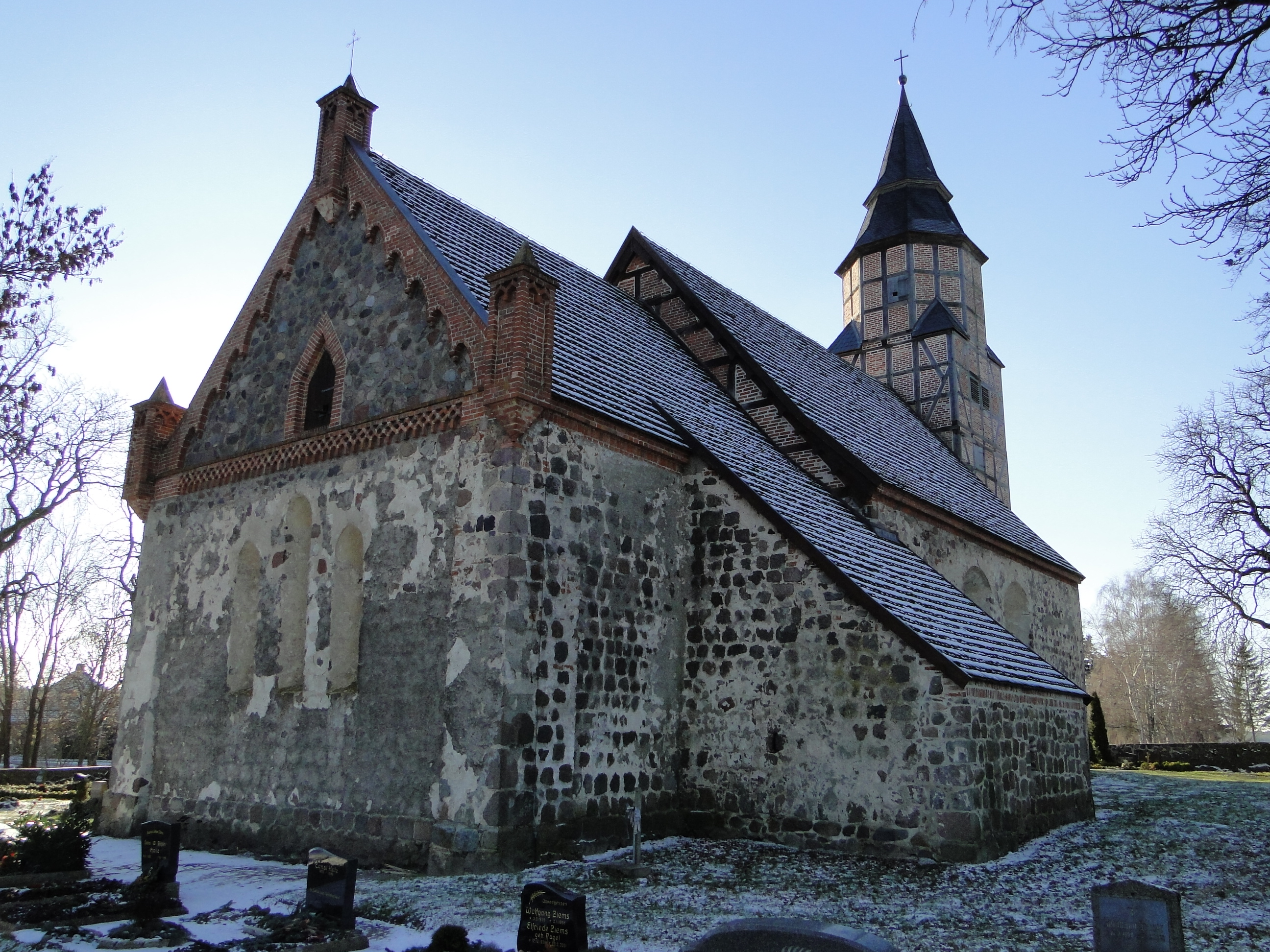
Ansicht von Nordost

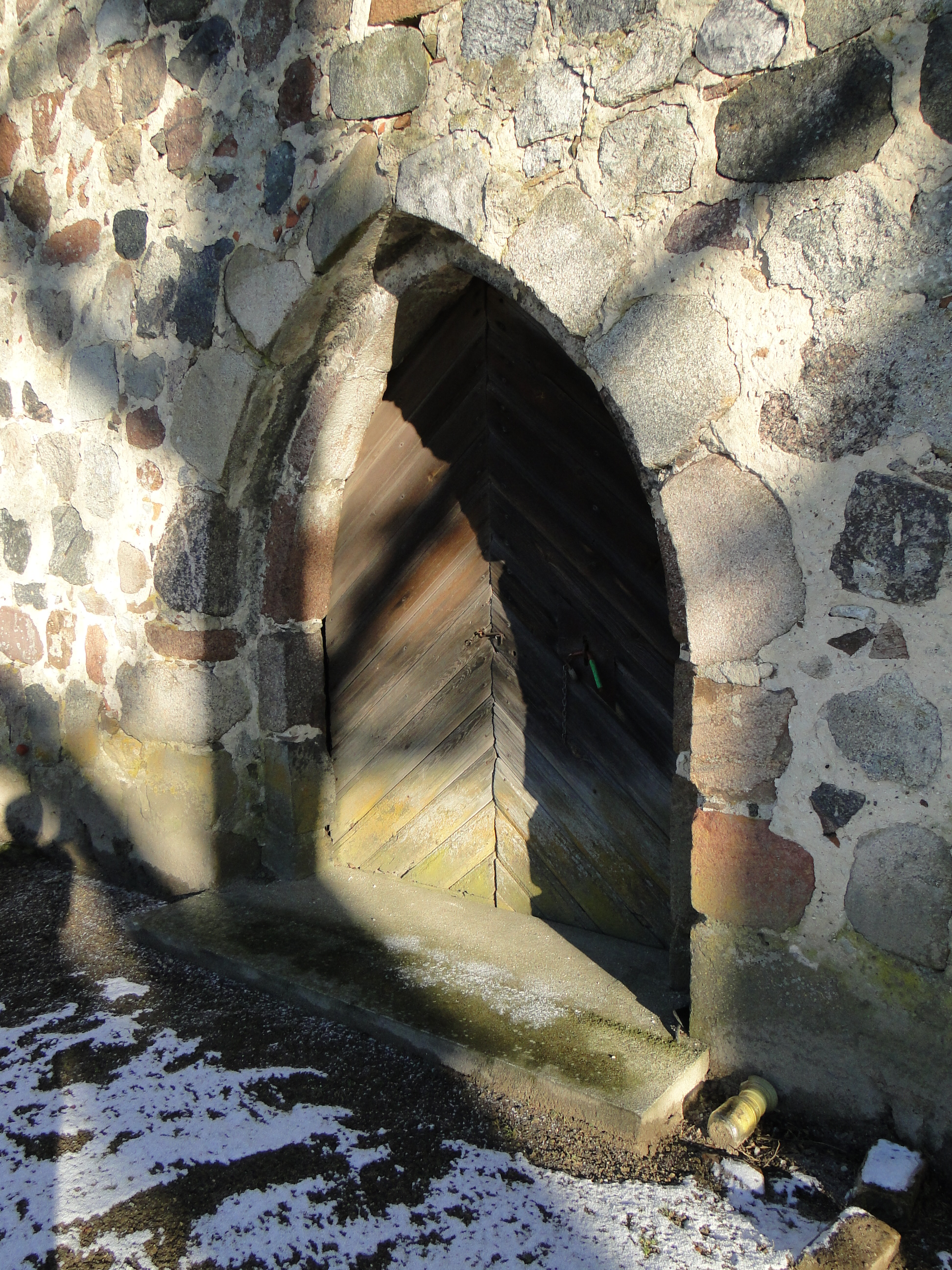
Westportal

Die evangelische Dorfkirche Klockow ist eine frühgotische Feldsteinkirche im Ortsteil Klockow von Galenbeck im Landkreis Mecklenburgische Seenplatte in Mecklenburg-Vorpommern. Sie gehört zur Kirchengemeinde Schwichtenberg-Gehren in der Propstei Neustrelitz in der Kirchenregion Stargard der Evangelisch-Lutherischen Kirche in Norddeutschland (Nordkirche).

## Geschichte und Architektur
Die Dorfkirche Klockow ist ein flachgedeckter Feldsteinbau mit eingezogenem, einst gewölbtem Chor und einer Sakristei im Norden mit Tonnengewölbe aus dem dritten Viertel des 13. Jahrhunderts. Ein eingezogener Westturm mit schlichtem spitzbogigem Portal wurde um 1300 erbaut und zu Beginn des 18. Jahrhunderts mit einem Fachwerkaufsatz mit achteckigem Oberteil und einem Pyramidenhelm abgeschlossen. Etwa zur selben Zeit wurden eine Vorhalle im Süden angebaut und die Fenster stichbogig verändert. Nur die Ostfenster sind noch in der Form der Bauzeit erhalten. Der Ostgiebel mit Fialen aus Backstein stammt aus der zweiten Hälfte des 19. Jahrhunderts.

## Ausstattung
Die Ausstattung wurde in den Hauptstücken 1709 erneuert. Dies betrifft den zweigeschossigen Altaraufsatz mit einem ovalen Gemälde mit einer Gethsemane-Darstellung im Altarauszug. Im Hauptgeschoss wurde eine Reliefdarstellung des heiligen Georg im Kampf mit dem Drachen aus dem 16. Jahrhundert wiederverwendet. Den Abschluss bildet eine Kreuzigungsgruppe aus der gleichen Zeit.
Die Kanzel mit kronenartigem Schalldeckel, das Pastoren- und Patronatsgestühl und das mit Fürbitten bemalte Kastengestühl stammen von 1709. Eine mittelalterliche Sakramentsnische mit Tür und eine Glocke aus dem 14. Jahrhundert sind erhalten. Eine weitere Glocke wurde von Michael Begun in Friedland 1733 gegossen.
Die Tür des Südportals mit Beschlägen stammt aus dem 15./16. Jahrhundert. Anstelle der Orgel ist ein Harmonium vorhanden.
Schließlich sind zwei Grabplatten aus den Jahren 1749 und 1751 mit dem Wappen derer von Oertzen zu erwähnen.